# Мысык, Марьян Олегович
Марья́н Оле́гович Мы́сык (укр. Мар'ян Олегович Мисик; род. 2 октября 1996, Радехов, Львовская область) — украинский футболист, вингер тернопольской «Нивы».

## Биография
Воспитанник львовского футбола. Первый тренер — Роман Марич. В 2012 году продолжил обучение в академии донецкого «Металлурга». В том же году дебютировал в юношеской команде клуба Премьер-лиги. За два сезона сыграл за этот коллектив 42 игры, забил 5 голов. В сезоне 2014/15 выступал в молодёжной команде «металлургов».
29 мая 2015 года в матче последнего тура против луцкой «Волыни» Мысык дебютировал в Премьер-лиге, заменив во второй половине матча Антона Поступаленко. В июне того же года вошёл в состав сборной Украины U-19 Александра Головко для участия в финальной части чемпионата Европы в Греции.
После расформирования металлурга стал игоком дебютанта премьер-лиги днепродзердинской «Стали». Первый матч за первую команду «Стали» провёл в начале мая 2016 года.
Летом 2018 года стал игроком полтавской «Ворсклы».